# Kaliabu (Mejayan)
Kaliabu is een bestuurslaag in het regentschap Madiun van de provincie Oost-Java, Indonesië. Kaliabu telt 4188 inwoners (volkstelling 2010).